# 石碾镇
石碾镇，是中华人民共和国四川省内江市隆昌市下辖的一个乡镇级行政单位。2019年12月，撤销渔箭镇，将其所属行政区域划归石碾镇管辖。

## 行政区划
石碾镇下辖以下地区：
石碾社区、五坡社区、徐家祠村、向家河村、大堰塘村、两边岩村、白鹤林村、四龙村、杨柳村、拱桥村、渔秀河村、车家堰村、唐家桥村、黄家寺村、小湾村、碉楼村、郭槽村、彭家祠村、三角店村、船形村和四季山村和渔箭社区、五块田村、周家寺村、单池湾村、石庙子村、黑水凼村、孙家湾村、王家店村、锡门坎村和金盆村。